# Medeni poljani
Medeni poljani (bulgariska: Медени поляни) är ett distrikt i Bulgarien.   Det ligger i kommunen Obsjtina Sărnitsa och regionen Pazardzjik, i den sydvästra delen av landet, 100 km söder om huvudstaden Sofia.